# جرمین جناس
جرمین جناس(به انگلیسی: Jermaine Jenas) زادهٔ ۱۸ فوریه ۱۹۸۳ در انگلستان است و تاکنون در تیم‌های ناتینگهام فارست، نیوکاسل یونایتد، تاتنهام بازی کرده‌است و ۲۱ بازی ملی هم برای تیم ملی فوتبال انگلستان انجام داده‌است.